# Danny Blind
Dirk Franciscus „Danny” Blind (ur. 1 sierpnia 1961 w Oost-Souburg) – holenderski trener i piłkarz, grający na pozycji obrońcy lub libero. W latach 2015–2017 był selekcjonerem reprezentacji Holandii. Jego syn Daley Blind również jest piłkarzem.

## Kariera piłkarska
Wychowanek amatorskiego klubu z rodzinnej miejscowości, RCS Oost-Souburg. W 1979 trafił do Sparty Rotterdam. Tam przez 7 sezonów gry rozegrał 165 meczów w Eredivisie strzelając wówczas łącznie 18 bramek. W 1986 roku zgłosił się po niego AFC Ajax. Blind od razu stał się graczem podstawowej jedenastki drużyny z Amsterdamu. Z Ajaksem odnosił wielkie sukcesy – zdobył wszystkie z europejskich pucharów: Puchar Zdobywców Pucharów w 1987 roku, Puchar UEFA w 1992 roku oraz Puchar Mistrzów w 1995 roku; 5-krotnie był Mistrzem Holandii (1990, 1994, 1995, 1996 i 1998) oraz 4-krotnie zdobył Puchar Holandii (1987, 1993, 1998 i 1999). W Ajaksie właśnie zakończył sportową karierę – a było to w roku 1999. W Ajaksie rozegrał 372 ligowe mecze i zdobył 27 bramek.
W reprezentacji Holandii Blind zadebiutował 29 kwietnia 1986 roku w zremisowanym 0-0 meczu z reprezentacją Szkocji. Łącznie w narodowych barwach wystąpił 42 razy zdobywając 1 bramkę. Ostatni mecz zagrał 22 czerwca 1996 roku na Euro 96 w zremisowanym 0-0 meczu z Francją. Blind reprezentował Holandię na Mistrzostwach Świata w 1990 oraz Mistrzostwach Świata w 1994. Oprócz Euro 96 grał także na poprzednim Euro 92.

## Kariera trenerska
Po zakończeniu piłkarskiej kariery Blind pracował jako trener juniorów w Ajaksie Amsterdam, a od 14 marca 2005 do 10 maja 2006 był trenerem pierwszego zespołu Ajaksu. W latach 2009–2011 był asystentem trenera Ajaksu. W latach 2012–2015 był asystentem trenera reprezentacji Holandii. W lipcu 2015 roku został selekcjonerem reprezentacji Holandii. Zastąpił na tym stanowisku Guussa Hiddinka, który zrezygnował z tego stanowiska. W marcu 2017 roku został zwolniony z tej funkcji po przegranym meczu na wyjeździe z Bułgarią 2:0 z powodu słabych wyników.

## Życie prywatne
Jego synem jest Daley Blind, obrońca reprezentacji Holandii oraz Bayernu Monachium.

## Kariera
| Sezon   | Klub             | Rozgrywki  | Mecze | Bramki |
| ------- | ---------------- | ---------- | ----- | ------ |
| 1979/80 | Sparta Rotterdam | Eredivisie | 13    | 0      |
| 1980/81 | Sparta Rotterdam | Eredivisie | 10    | 0      |
| 1981/82 | Sparta Rotterdam | Eredivisie | 10    | 2      |
| 1982/83 | Sparta Rotterdam | Eredivisie | 34    | 3      |
| 1983/84 | Sparta Rotterdam | Eredivisie | 34    | 5      |
| 1984/85 | Sparta Rotterdam | Eredivisie | 30    | 3      |
| 1985/86 | Sparta Rotterdam | Eredivisie | 34    | 5      |
| 1986/87 | AFC Ajax         | Eredivisie | 29    | 4      |
| 1987/88 | AFC Ajax         | Eredivisie | 31    | 0      |
| 1988/89 | AFC Ajax         | Eredivisie | 30    | 2      |
| 1989/90 | AFC Ajax         | Eredivisie | 34    | 0      |
| 1990/91 | AFC Ajax         | Eredivisie | 34    | 2      |
| 1991/92 | AFC Ajax         | Eredivisie | 30    | 2      |
| 1992/93 | AFC Ajax         | Eredivisie | 28    | 4      |
| 1993/94 | AFC Ajax         | Eredivisie | 30    | 1      |
| 1994/95 | AFC Ajax         | Eredivisie | 34    | 5      |
| 1995/96 | AFC Ajax         | Eredivisie | 31    | 3      |
| 1996/97 | AFC Ajax         | Eredivisie | 16    | 0      |
| 1997/98 | AFC Ajax         | Eredivisie | 26    | 1      |
| 1998/99 | AFC Ajax         | Eredivisie | 19    | 3      |
|         |                  | Łącznie    | 537   | 45     |